# André Théodore Hébert
Ne doit pas être confondu avec Jacques-René Hébert ou André Hébert.
Pour les articles homonymes, voir Hébert.
André-Théodore Hébert, né le 20 décembre 1723 à Précy-sur-Marne et mort le 18 novembre 1802 à Précy-sur-Marne, est un homme politique français.

## Biographie
Cultivateur à Précy, Hébert devint membre du directoire du département et électeur du canton de Claye dans le district de Meaux, puis, est élu, le 30 août 1791, député de Seine-et-Marne à l'Assemblée législative, le 1er sur 11.

## Sources
- Ressource relative à la vie publique :   - Base Sycomore
- Jérôme Mavidal, Emile Colombey, Archives parlementaires de 1787 à 1860: recueil complet des débats législatifs & politiques des chambres françaises : première série (1787 à 1799) imprimé par ordre du Sénat et de la Chambre des députés sous la direction de M. J. Mavidal et de M. E. Laurent, Volume 34, Librairie administrative de P. Dupont, 1890
- « André Théodore Hébert », dans Adolphe Robert et Gaston Cougny, Dictionnaire des parlementaires français, Edgar Bourloton, 1889-1891 [détail de l’édition]